# 翅果麻属
翅果麻属（学名：Kydia）是锦葵科下的一个属，为乔木植物。该属共有K. calycina、K. jujubifolia和K. glabrescens三种，分布于喜马拉雅东部至亚洲东南部。